# Bảo tàng Khởi nghĩa Poznań - Tháng 6 năm 1956
Bảo tàng Khởi nghĩa Poznań - Tháng 6 năm 1956 (tiếng Ba Lan: Muzeum Powstania Poznańskiego – Czerwiec 1956) là một bảo tàng nằm trong Lâu đài Hoàng gia, tọa lạc tại số 80/82 Phố Thánh Martin, Poznań, Ba Lan. Bảo tàng là một chi nhánh của Bảo tàng Độc lập Wielkopolska.
Phương châm hoạt động của Bảo tàng Khởi nghĩa Poznań - Tháng 6 năm 1956 là thu thập các bộ sưu tập về cuộc Khởi nghĩa Poznań và về các hoạt động đối lập với tất cả các chính phủ của Cộng hòa Nhân dân Ba Lan trong suốt quá trình hoạt động. Bảo tàng cũng sưu tập các nguồn lịch sử liên quan đến phe đối lập chống cộng, chủ yếu từ khu vực Đại Ba Lan.

## Lịch sử
Bảo tàng Khởi nghĩa Poznań - Tháng 6 năm 1956 được thành lập vào tháng 6 năm 2002. Bảo tàng đã được đưa vào danh sách các bảo tàng được lưu giữ bởi Bộ trưởng Bộ Văn hóa và Bảo vệ di sản quốc gia, theo số A.5b của Đạo luật ngày 21 tháng 11 năm 1996 về bảo tàng.

## Triển lãm
Bộ sưu tập của Bảo tàng Khởi nghĩa Poznań - Tháng 6 năm 1956 hiện đang bao gồm các bức ảnh, kỷ vật về các hoạt động quân sự diễn ra trong năm 1956 và các hiện vật có liên quan đến cuộc đấu tranh của phe đối lập. Triển lãm trong Bảo tàng được tổ chức theo phương thức đa phương tiện nhằm thu hút sự quan tâm của những khách tham quan nhỏ tuổi.